# Rutiderma gerdhartmanni
Rutiderma gerdhartmanni är en kräftdjursart som beskrevs av Louis S. Kornicker 1975. Rutiderma gerdhartmanni ingår i släktet Rutiderma och familjen Rutidermatidae. Inga underarter finns listade i Catalogue of Life.